# Eucyclotoma bicarinata
Eucyclotoma bicarinata é uma espécie de gastrópode do gênero Eucyclotoma, pertencente a família Raphitomidae.